# Parish (village, New York)
Pour les articles homonymes, voir Parish.
Ne doit pas être confondu avec Parish (New York).
Parish est un village du comté d'Oswego, dans l'État de New York, aux États-Unis,. En 2010, il comptait une population de 450 habitants.

## Démographie
Lors du recensement de 2010, le village comptait une population de 450 habitants, tandis qu'en 2019, elle est estimée à 427 habitants.